# René Cagnat
Pour les articles homonymes, voir Cagnat.
René Cagnat, de son nom complet René Louis Victor Cagnat, né le 10 octobre 1852 à Paris et mort le 27 mars 1937 dans la même ville dans le 6e arrondissement, est un historien français, spécialiste d'épigraphie latine et de l'histoire de l'Afrique romaine.

## Biographie
À la mort de son père, c'est Léon Renier, un ami de la famille, qui prend en charge son éducation. Sous l'influence d'Ernest Desjardins, il commence à s'intéresser à l'épigraphie. Agrégé de grammaire en 1876, il mène une campagne archéologique en Tunisie et devient professeur d'épigraphie en 1883.
À partir de 1880, René Cagnat consacre en 1882 ses premiers travaux scientifiques aux milices municipales ainsi qu'aux impôts indirects dans l'Empire romain. En 1885, il publie son fameux Cours d'épigraphie latine qui connaît plusieurs rééditions. Sa réalisation la plus durable est la création en 1888 de la revue L'Année épigraphique, dans laquelle des rapports d'épigraphie, précédemment très dispersés, sont recueillis et publiés ; dans la réalisation de cette tâche, il est assisté de Jean-Guillaume Feignon, son épigraphiste adjoint. Dès les années 1880, Cagnat se consacre notamment aux inscriptions en Afrique du Nord. À la demande de Theodor Mommsen, il étudie, d'abord avec Johannes Schmidt (de) puis avec Hermann Dessau, ces inscriptions pour le Corpus Inscriptionum Latinarum.
Le gouvernement français lui confie dans les années 1890 la surveillance des musées d'Afrique du Nord et la recherche épigraphique locale. Entre 1906 et 1927, Cagnat contribue à la publication des Inscriptiones Graecae ad res Romanas pertinentes (collection d'inscriptions grecques sur des sujets liés à l'Empire romain).
Il épouse Geneviève Hauvette (1857-1935), fille d'Hauvette-Besnault.
Il était le beau-père d'Alfred Merlin qui lui succéda à l'Académie des inscriptions et belles-lettres.

## Honneurs
Cagnat devient en 1887 professeur au Collège de France, succédant à Desjardins à la chaire d'épigraphie et antiquités romaines. Il est élu en 1895 à l'Académie des inscriptions et belles-lettres, dont il est secrétaire perpétuel de 1916 à sa mort. En 1904, sur recommandation d'Otto Hirschfeld et Ulrich von Wilamowitz-Moellendorff, il est élu membre correspondant de l'Académie royale des sciences de Prusse. Il est également membre de l'Académie roumaine.

## Publications
- Étude historique sur les impôts indirects chez les Romains jusqu'aux invasions des barbares, d'après les documents littéraires et épigraphiques, Paris, Imprimerie nationale, 1882 (en ligne).
- Cours d'épigraphie latine, Paris, 1885 ; rééd. 1890 (lire l'édition de 1890 en ligne)
- L'armée romaine d'Afrique et l'occupation militaire de l'Afrique sous les empereurs, Paris, 1892
- Timgad, une cité africaine sous l'Empire romain avec Émile Boeswillwald et Albert Ballu, éd. Ernest Leroux, Paris, 1895-1905 (lire en ligne)
- Collection Les Villes d'Art célèbre, Carthage, Timgad, Tébessa et les villes antiques de l'Afrique du Nord, Paris, 1909, H.Laurens éditeur, rééd. 1927
- Manuel d'archéologie romaine avec Victor Chapot, Paris, 1916-1920
- René Cagnat et Alfred Merlin, Inscriptions latines d'Afrique, Paris, Éditions Ernest Leroux, 1923, 227 p. (lire en ligne)
- (la + grc) IGRR Inscriptiones Graecae ad Res Romanas pertinentes avctoritate et impensis Adademiae inscriptionvm et litterarvm hvmaniorvm collectae et editae, vol. 1, Paris, E. Leroux, 1901 (lire en ligne).

## Décorations
- Commandeur de la Légion d'honneur (1932).
- Officier de l'Instruction publique.